# Hermogenians Iuris epitomae
Hermogenians Iuris epitomae (altgriechisch ἐπιτομή, epitomé ‚Abriss‘, ‚Auszug‘, ‚Ausschnitt‘, Hermogenian Iuris epitomarum libri VI – lat.: Auszüge aus dem Recht; kurz: IE) ist ein um die Wende vom 3. auf das 4. Jahrhundert in Mailand entstandener sechsbändiger Kodex des für den Kaiser Diokletian als magister libellorum tätigen epiklassischen Juristen Hermogenian.
Überwiegend wird vermutet, dass die iuris epitomae um 300 entstanden sind, etwa zeitgleich oder kurz nach dem Codex Hermogenianus, der aus der Zeit 293/94 stammt. In Auszügen wurde das nahezu gesamte geltende Recht zusammengestellt. Im Wesentlichen handelte es sich um Textsequenzen aus den Hauptwerken der klassischen Juristen. Die Textkompilation wurde in Sachtitel aufgeteilt und gliederte sich über sechs Bücher. In methodischer Hinsicht verfolgt das Werk einen Aufbau nach Fallbesprechungen und entspricht damit den Anforderungen einer Codexordnung im Digestensystem. Zitate sind in den Abrissen nicht enthalten, da Hermogenian darauf bewusst verzichtet hatte.
Das Werk befasst sich einerseits mit Ausschnitten aus Marcians Elementarliteratur, den sogenannten Institutionen. Möglicherweise sind auch Teile aus Modestins Regelwerk regulae, jedenfalls aus Paulus’ manualia enthalten. Daneben stehen von Hermogenian zusammengetragene Gerichtsentscheidungen (sententiae), auch band Hermogenian Kommentarliteratur in die Sammlung ein. Darin äußern sich die severischen Spätklassiker, nämlich nochmals Paulus zu seinem frühklassischen Kollegen Plautius und Ulpian zu Sabinius (aus libri ad Sabinum), der ein bedeutender Lehrer der sabinianischen Rechtsschule war. Die Bezugnahmen letztgenannter Juristen auf geltende Edikte sind in der Epitome ebenfalls enthalten. De officio proconsulis von Ulpian und De iudiciis publicis sowie De delatoribus von Marcian repräsentieren das von den späten römischen Juristen gern gewählte Metier der Monographie. Umfangreich diskutierte Fälle, sogenannte disputationes und quaestiones, finden sich angeschlossen an die Fallliteratur. Der Hochklassiker Julian ist mit den gutachterlichen digesta vertreten, der Spätklassiker Papinian mit seinen responsa und quaestiones, wobei letztgenannter Titel auch durch Paulus vertreten ist.
An passenden Stellen macht der Verfasser eigene Kurzausführungen. So erörtert er zu Problemen aus den Fachbereichen des Fideikommisses und des schadensrechtlichen iniuria-Begriffs. Außerdem lässt er sich inhaltlich auf den Codex Gregorianus und jüngste (vor-)diokletianische  Kaiserkonstitutionen ein.